# Al-Hidd SCC
L'Al-Hidd Sports and Cultural Club (àrab: نادي الحد الرياضي الثقافي, Nādī al-Ḥidd ar-Riyāḍī aṯ-Ṯaqāfī, ‘Club Esportiu Cultural d'al-Hidd’) és un club de Bahrain de futbol de la ciutat d'Al Hidd.

## Palmarès
- Lliga de Bahrain de futbol:[2]

2015–16, 2019–20
- Copa del Rei de Bahrain de futbol:[3]

2015
- Copa Federació de Bahrain:[3]

2015, 2017
- Copa Elite de Bahrain:[3]

2018
- Supercopa de Bahrain de futbol:[3]

2015, 2016